# ビューティフル (ミュージカル)
『ビューティフル』（Beautiful: The Carole King Musical）は、キャロル・キングの半生を描いたジュークボックス・ミュージカル。キングが作詞作曲した曲のみならず、最初の夫ジェリー・ゴフィンと共に作曲した曲のほか、バリー・マン、シンシア・ワイル、フィル・スペクターなどのコンテンポラリー・ミュージックが使用されている。ダグラス・マクグラスが脚本を担当した。
2013年10月、カリフォルニア州サンフランシスコにあるカレン・シアターにて、マーク・ブルーニ演出、ジョシュ・プリンス振付により初演された。ジェシー・ミューラーがキャロル役、ジェイク・エプスタインがジェリー役に配役された。2014年1月、ブロードウェイに移行し、スティーブン・ソンドハイム・シアターで上演された。2015年2月、ケイティ・ブレイベンがキャロル役でウェスト・エンド公演が行なわれた。2015年9月、全米ツアー公演が開幕した。

## プロダクション

### 2013年、サンフランシスコ試験興行
2013年、カリフォルニア州サンフランシスコにあるカレン・シアターにて9月24日からプレビュー公演が、10月8日から20日、本公演が上演された。マーク・ブルーニが演出、ジョシュ・プリンスが振付、ジェイソン・ハワードが音楽監督を務めた。ジェシー・ミューラーがキャロル・キング役を演じた。上演期間中、全ての公演が完売となった。

### 2014年、オリジナル・ブロードウェイ・プロダクション
2014年、ブロードウエイにあるスティーブン・ソンドハイム・シアターにて、11月12日にプレビュー公演が、1月12日に本公演が開幕した。ミューラーが引き続きキャロル役を演じ、ジェイク・エプスタインがジェリー役、アニカ・ラーセンがシンシア・ワイル役、ジャロッド・スペクターがバリー・マン役を演じた。2014年4月3日、キング自身が出席し、カーテンコールで舞台に登壇して出演者たちと共に『君の友だち』を歌った。

### 2015年-2017年、オリジナル・ウエスト・エンド・プロダクション
2015年、ロンドンのウエスト・エンドにあるオールドウイッチ・シアターにて、2月10日、プレビュー公演が、2月25日、本公演が開幕した。公式発表前、『デイリー・メール』紙のBaz Bamigboyeはプロデューサーたちがウエスト・エンドへ移行し全イギリス人キャストで上演するためミューラーはキャロル役を続行しないと報じた。2014年9月25日、イギリス人女優ケイティ・ブレイベンがキャロル役を演じることが発表されたほか、アラン・モリッシーがジェリー役、ゲイリー・トレイナーがドン・カーシュナー役、グリニス・バーバーがジーニー・クライン役、ロアナ・ウォントがシンシア・ワイル役、アイアン・マッキントッシュがバリー・マン役を演じることとなった。2015年11月30日、キャロル役はキャシディ・ジェンソン、ジェニー役はダイアン・キーンがに交代した。2017年5月23日、8月5日に閉幕することが発表された。

### 2015年-2016年、全米ツアー
2015年9月、ロードアイランド州プロビデンスにあるプロビデンス・パフォーミング・アーツ・センターにて全米ツアー公演が開幕し、2016年8月、カリフォルニア州サンフランシスコで閉幕することとなった。キャロル役はジェシー・ミューラーの姉妹であるアビー・ミューラーが演じ、リアム・トビンがジェリー役、ベン・フランクハウザーがバリー・マン、ベッキー・ガルスヴィグがシンシア・ワイル役を演じた
。

### 2017年、日本公演
2017年7月26日から8月26日にかけて、東京都千代田区の帝国劇場で日本初となる公演が行われた。キャロル役は本作品がミュージカル初出演・初主演となる声優・歌手の水樹奈々とミュージカル出演2作目の歌手の平原綾香のダブルキャストとなった。他主要キャストとして、伊礼彼方がジェリー役、中川晃教がバリー役、ソニンがシンシア役、武田真治がドニー役、剣幸がジェニー役を演じている。2020年11月には主要キャストをそのままに帝国劇場で再演されている。

### 2017年-2018年、全英ツアー
2017年9月、ブラッドフォードにあるアルハンブラ・シアターにて全英ツアーが開幕し、2018年5月、オクスフォードにあるニュー・シアターにて閉幕した。アンドルー・ロイド・ウェバーの『オズの魔法使い』ドロシー役を選ぶオーディション番組『Over the Rainbow』に出演していたブロント・バーブがキャロル役を演じた。

### 2017年-2018年、オーストラリア・ツアー
2017年9月24日、シドニーにあるリリック・シアターにてオーストラリア・ツアー公演が開幕した。エスター・ハナフォードがキャロル役を演じた。2018年2月22日、メルボルンにあるハー・マジェスティ・シアターで2018年公演が開幕した。2018年7月13日から9月2日、ブリスベンにあるクイーンズランド・パフォーミング・アーツ・センターにて常設公演が行なわれた。

### 2018年-、第2回全米ツアー
2018年9月4日、コロラド州デンバーにあるエリー・コーキンス・オペラ・ハウスにて第2回全米ツアー公演が開幕した。

## あらすじ

### 第1幕
1971年、カーネギー・ホールにて、キャロル・キングは『去り行く恋人』を歌う。
1958年、ブルックリンにて16歳のキャロルは母ジーニーに、マンハッタンで音楽プロデューサーのドン・カーシュナーに売り込みに行くと語る。母はこれを否定するが、キャロルは押し切って出掛ける。ブロードウェイ1650番地にあるブリル・ビルディングにて、キャロルは「ブロードウェイ1650番地メドレー」を聴く。その後キャロルは新曲『イット・マイト・アズ・ウェル・レイン・アンティル・セプテンバー』を作曲する。ドンはこの曲を気に入り、キャロルにほかの曲も作曲することを望む。クイーンズ・カレッジにて、キャロルはハンサムな若い作詞家のジェリー・ゴフィンと出会う。コラボレートすることになり、音楽の面でも私生活の面でも固く結び付く。ドンに新曲を披露しに行く際、キャロルはジェリーに妊娠を告げ、ジェリーはキャロルにプロポーズする。これにより、キャロルがドンの前で新曲『"Some Kind of Wonderful" 』を歌った時、より一層深みが出る。この曲はのちにドリフターズが歌うこととなる。
ブリル・ビルディングに2人のオフィスを持つ。ここでキャロルは、コラボレートする作曲家を探している新しい作詞家シンシア・ワイルと出会う("Happy Days Are Here Again")。ジェリーとキャロルが新曲『サヨナラ・ベイビー』を歌っていると、隣室の作曲家バリー・マンが入ってくる。バリーはシンシアと出会ってコラボレートすることになり、作業を開始すると非常に息が合う。ドンはシュレルズが歌うための曲を探す。2組はそれぞれ曲を完成させる。翌朝ドンのオフィスにてキャロルとジェリーは『ウィル・ユー・ラヴ・ミー・トゥモロー』を、シンシアとバリーは『"He's Sure the Boy I Love" 』を披露する。ドンはキャロルとジェリーが作曲した曲を選び、シュレルズが歌ったシングルはチャート第1位を獲得する。壁を隔てた隣人同士が良きライバルとなり、『アップ・オン・ザ・ルーフ』、『"On Broadway" 』、『ロコ・モーション』、『ふられた気持』など数々の名曲が誕生する。
ジェリーとキャロルが作曲した新曲『ワン・ファイン・デイ』を売れっ子のジャネル・ウッズが歌うテレビのスペシャル番組の収録に参加する。休憩中、ジェリーはキャロルに結婚生活が窮屈だと語る。ジェリーはジャネルを気に入っており、それを隠そうともしないジェリーにキャロルが唖然とする中、演奏が再開する。

### 第2幕
キャロルは『チェインズ』のデモテープをレコーディングする。ジェリーはジャネルと出掛けるが、後で会おうと語る。ギタリストのニックはキャロルにいつでもビター・エンドに歌いに来るよう誘うが、キャロルは自分は作曲家であって歌手ではないと断る。ジェリーの言動に悩まされ、バリーとのことで悩んでいるシンシアに会いに行く。キャロルはジェリーにジャネルとの浮気をやめるよう伝える決意をする。キャロルが退室するとバリーが入ってくる。バリーとシンシアは仲直りをし、新曲『恋の雨音』を演奏する。ジェリーが戻ってくるが、支離滅裂でついには倒れてしまう。病院にてジェリーはキャロルに、ジャネルとの浮気はやめて家に帰りたいと語る。新たなスタートを切るために郊外に転居する("Pleasant Valley Sunday")。
バリー、シンシア、ドンは新居を訪ねる。バリーは新曲『"We Gotta Get Out of This Place" 』を演奏する。曲の出来の良さにジェリーとキャロルは落ち込み、ジェリーは街へと出て行く。ジェリーがいなくなった後、バリーとシンシアはジェリーが歌手マリリン・ウォルドと一緒にいるところを見たと語る。キャロルはマリリンのアパートに向かうとジェリーを見つけ、これをきっかけにキャロルとジェリーは離婚する。ビター・エンドにて、バリーとシンシアは自分たちが作曲した『"Uptown" 』を聴く。キャロルはロサンゼルスで休暇をとり、自分1人で作曲を始めたと語る。ギタリストのニックが自分のバンドで歌わないかと誘い、キャロルは新曲『"It's Too Late" 』を歌う。キャロルはロサンゼルスに転居する決意をする。ブリル・ビルディングにて、キャロルはドン、バリー、シンシアに別れのしるしに『君の友だち』を歌う。
ロサンゼルスにて、2枚目のアルバム『つづれおり』をレコーディングする。セッションは順調にいっていたが、最後の曲になると歌えなくなる。この曲はジェリーと共に作曲したものであり、感情的になることを恐れる。プロデューサーのルー・アドラーに説得され、『ナチュラル・ウーマン』を歌う。
アルバムは大ヒットする。カーネギー・ホールでコンサートを行なった際、ジェリーと再会する。ジェリーは過去の言動を謝罪し、キャロルの成功を祈る。キャロルは観客に向き合い、歌い始める。

## 音楽

### 使用楽曲
| 第1幕 - 去り行く恋人 (So Far Away) - キャロル・キング - おお!キャロル (Oh Carol) - ニール・セダカ† - 1650 Broadway Medley - アンサンブル - イット・マイト・アズ・ウェル・レイン・アンティル・セプテンバー (It Might as Well Rain Until September) - キャロル・キング - ビー・バップ・ア・ルーラ (Be-Bop-A-Lula) - アンサンブル† - Some Kind of Wonderful - キャロル・キング, ジェリー・ゴフィン、ドリフターズ - Happy Days Are Here Again - シンシア・ワイル - サヨナラ・ベイビー (Take Good Care of My Baby) - ジェリー・ゴフィン、キャロル・キング - シビレさせたのは誰?（Who Put the Bomp） - バリー・マン† - ウイル・ユ・ラブ・ミ・トゥモロウ (Will You Love Me Tomorrow) - キャロル・キング - 愛しているんだもの（He's Sure the Boy I Love） - シンシア・ワイル、バリー・マン - ウイル・ユ・ラブ・ミ・トゥモロウ (Will You Love Me Tomorrow) - シュレルズ - アップ・オン・ザ・ルーフ (Up on the Roof) - ジェリー・ゴフィン、ドリフターズ - オン・ブロードウェイ (On Broadway) - ドリフターズ - ロコ・モーション (The Locomotion) - リトル・エヴァ、アンサンブル - フラレた気持 (You've Lost That Lovin' Feeling) - バリー・マン、ライチャス・ブラザーズ - 素敵なある日 (One Fine Day) - ジャネル, コーラス、キャロル・キング | 第2幕 - 愛のくさり (Chains) - キャロル・キング、アンサンブル - 恋の雨音 (Walking in the Rain) - バリー・マン、シンシア・ワイル - プレザント・バレー・サンデイ (Pleasant Valley Sunday) - マリリン・ウォルド, ジェリー・ゴフィン、アンサンブル - 朝日のない街（We Gotta Get Out of This Place） - バリー・マン - ウィル・ユー・ラヴ・ミー・トゥモロー - キャロル・キング† - Uptown - シンガー、アンサンブル - 心の炎も消え (It's Too Late) - キャロル・キング、アンサンブル - 君の友だち (You've Got a Friend) - キャロル・キング, バリー・マン, シンシア・ワイル、ドン・カーシュナー - ナチュラル・ウーマン ((You Make Me Feel Like) A Natural Woman) - キャロル・キング、アンサンブル - ビューティフル (Beautiful) - キャロル・キング、カンパニー - 空が落ちてくる (I Feel the Earth Move) - キャロル・キング、カンパニー |

† オリジナル・ブロードウェイ・キャスト・アルバムには含まれない

### オーケストラ
キーボード3名、ギター2名、ベース、ドラム、パーカッション、木管2名、トランペット/フリューゲルホルン、トロンボーン/バス・トロンボーンの12名で演奏する。キャロルがピアノを演奏するシーンにおいて、ロンドン公演のケイティ・ブレイベンは実際に演奏したが、ブロードウェイ公演のジェシー・ミューラーは吹替であった。

### アルバム
2014年2月、ブロードウェイ・キャスト・アルバムがゴーストライト・レコードによりレコーディングされ、4月1日にデジタル配信、5月13日にCDおよびLPがリリースされた。開幕日の『プレイビル』には記載されていなかった『君の友だち』がアルバムには収録された。

## 主要登場人物およびオリジナル・キャスト
| 登場人物                                                     | ブロードウエイ・キャスト                                                                        | ウエスト・エンド・キャスト | 全米ツアー・キャスト       | 日本キャスト                              | 全英ツアー・キャスト                                                                    | オーストラリア・ツアー・キャスト |
| ------------------------------------------------------------ | ----------------------------------------------------------------------------------------------- | -------------------------- | -------------------------- | ----------------------------------------- | --------------------------------------------------------------------------------------- | -------------------------------- |
| キャロル・キング                                             | ジェシー・ミューラー                                                                            | ケイティ・ブレイベン       | アビー・ミューラー         | 水樹奈々 平原綾香                         | Bronté Barbé                                                                            | エスター・ハナフォード           |
| ジェリー・ゴフィン                                           | ジェイク・エプスタイン                                                                          | アラン・モリッシー         | リアム・トビン             | 伊礼彼方                                  | ケイン・オリヴァー・ペリー                                                              | Josh Piterman                    |
| シンシア・ワイル                                             | アニカ・ラーセン                                                                                | ローナ・ウォント           | ベッキー・ガルスヴィグ     | ソニン                                    | エイミー・エレン・リチャードソン                                                        | Amy Lehpamer                     |
| バリー・マン                                                 | ジャロッド・スペクター                                                                          | アイアン・マッキントッシュ | ベン・フランクハウザー     | 中川晃教                                  | マシュウ・ゴンゾルヴス                                                                  | マット・ヴェレヴィス             |
| ドン・カーシュナー                                           | ジェブ・ブラウン                                                                                | ゲイリー・トレイナー       | カート・ボリル             | 武田真治                                  | アダム・ハウデン                                                                        | マイク・マクリーシュ             |
| ジェニー・クライン                                           | リズ・ラーセン                                                                                  | グリニス・バーバー         | スザンヌ・ロドナー         | 剣幸                                      | キャロル・ロイル                                                                        | アン・ウッド                     |
| ベティ                                                       | レベッカ・ラチャンス                                                                            | ジョアンナ・ウッドウォード | サラ・ボッケル             | ラリソン彩華                              | リー・ロシアン                                                                          | ステファニー・カカモ             |
| ニール・セダカ ライチャス・ブラザーズ ルー・アドラー         | ケヴィン・デューダ                                                                              | エド・カリー               | ジョン・マイケル・ディアス | 山田元                                    | ベン・モリス                                                                            | ジェイソン・アロウ               |
| ルシル シュレルズ ワン・ファイン・デイ・コーラス             | カーリー・ヒューズ                                                                              | ダニエル・ステアズ         | サリーシャ・トーマス       | 高城奈月子                                | ペイジ・ミラー                                                                          | Ruva Ngwenya                     |
| ドリフターズ                                                 | E・クレイトン・コーネリアス ダグラス・リオンズ アーベンダー・J・ロビンソン ジェイムズ・ハーネス |                            |                            | 東山光明 長谷川開 神田恭兵 伊藤広祥       | マシュウ・エリオット・キャンベル カリド・デイリー マット・ミルズ シメオン・モンタギュー |                                  |
| シュレルズ ジャネル・ウッズ                                  | ラシドラ・スコット                                                                              | タニーシャ・L・スプリング  | レベッカ・E・コヴィントン  | エリアンナ （2017年） 塚本直 （2020年）   | ジェシカ・ジョスリン                                                                    | アキナ・エドモンズ               |
| シュレルズ リトル・エヴァ ワン・ファイン・デイ・コーラス     | アシュリー・ブランシェット                                                                      | ルーシー・セントルイス     | アシュリー・ブランシェット | MARIA-E                                   | Esme Laudat                                                                             | クロエ・ズール                   |
| シュレルズ ワン・ファイン・デイ・コーラス "Uptown"・シンガー | Alysha Deslorieux                                                                               | タニヤ・ニコル・エドワーズ | ブリトニー・コールマン     | 菅谷真理恵                                | ペイジ・ミラー                                                                          | レベッカ・セリー                 |
| ライチャス・ブラザーズ ニック                                | ジョシュ・デイヴィス                                                                            | ディラン・ターナー         | アンドリュー・ブリュワー   | 山野靖博                                  | グラント・マコンヴィ                                                                    | アンドリュー・クック             |
| マリリン・ウォルド                                           | サラ・キング                                                                                    | ヴィヴィアン・カーター     | DeLaney Westfall           | 綿引さやか （2017年） 清水彩花 （2020年） | エマ・ルシア                                                                            | ナオミ・プライス                 |

### 著名な代役
- 2018年6月7日から8月4日、メリッサ・ベノイストがキャロル役
- 2018年8月7日から、キャロル役がベノイストからアビー・ミューラー[22]
- 2015年11月30日から、ウエスト・エンドにてジェニー役がグリニス・バーバーからダイアン・キーン[23]
- 2018年7月8日まで、シンシア役がジェシカ・キーナン・ウィン
- 2018年7月10日、シンシア役がカラ・リンゼイ[24]
- 2018年10月19日、シンシア役がリンゼイからケイト・レインダース.

## 評価
『ニューヨーク・タイムズ』紙の劇評家ベン・ブラントリーは「親しみやすい典型的伝記ミュージカル」で「地味な作曲家が自身の曲によってヒットし堂々たる歌手となる様子を描きつつ、実在のスターの舞台裏での人間関係のもつれを見せている」と記した。
『ニューヨーク・マガジン』誌の劇評家ジェシー・グリーンは出演者たちの演技は称賛したが、劇的な展開がないとして脚本を批判した。同様にcurtainup.comの劇評家エリス・サマーは出演者たち、特にミューラー、スペクター、ラーセンの演技、そして照明および衣裳を称賛した。しかしこれまでも語られてきた劇的で素晴らしい半生に曲がマッチしておらず、ミュージカルの華やかさにより辛うじて途中で席を立たずに済む、と記した。

## 受賞歴

### オリジナル・ブロードウェイ・プロダクション
| 年   | 賞                       | 部門                               | ノミネート者 | 結果       |
| ---- | ------------------------ | ---------------------------------- | --- | ---------- |
| 2014 | トニー賞                 | ミュージカル作品賞                 | ミュージカル作品賞 | ノミネート |
| 2014 | トニー賞                 | ミュージカル脚本賞                 | ダグラス・マクグラス | ノミネート |
| 2014 | トニー賞                 | ミュージカル主演女優賞             | ジェシー・ミューラー | 受賞       |
| 2014 | トニー賞                 | ミュージカル助演男優賞             | ジャロッド・スペクター | ノミネート |
| 2014 | トニー賞                 | ミュージカル助演女優賞             | アニカ・ラーセン | ノミネート |
| 2014 | トニー賞                 | 編曲賞                             | スティーヴ・シドウェルl | ノミネート |
| 2014 | トニー賞                 | 音響デザイン賞                     | ブライアン・ロナン | 受賞       |
| 2014 | ドラマ・デスク・アワード | ミュージカル作品賞                 | ミュージカル作品賞 | ノミネート |
| 2014 | ドラマ・デスク・アワード | ミュージカル脚本賞                 | ダグラス・マクグラス | ノミネート |
| 2014 | ドラマ・デスク・アワード | ミュージカル主演女優賞             | ジェシー・ミューラー | 受賞       |
| 2014 | ドラマ・デスク・アワード | ミュージカル助演女優賞             | アニカ・ラーセン | 受賞       |
| 2014 | ドラマ・デスク・アワード | 編曲賞                             | スティーヴ・シドウェル | ノミネート |
| 2014 | ドラマ・デスク・アワード | ミュージカル音響デザイン賞         | ブライアン・ロナン | 受賞       |
| 2015 | グラミー賞               | ミュージカル・シアター・アルバム賞 | ジェシー・ミューラー (プリンシパル・ソロイスト); ジェイソン・ホーランド, スティーヴ・シドウェル、ビリー・ジェイ・スタイン (プロデューサー) | 受賞       |

### オリジナル・ロンドン・プロダクション
| 年   | 賞                       | 部門                   | ノミネート者               | 結果       |
| ---- | ------------------------ | ---------------------- | -------------------------- | ---------- |
| 2015 | ローレンス・オリヴィエ賞 | 新作ミュージカル作品賞 | 新作ミュージカル作品賞     | ノミネート |
| 2015 | ローレンス・オリヴィエ賞 | ミュージカル主演女優賞 | ケイティ・ブレイベン       | 受賞       |
| 2015 | ローレンス・オリヴィエ賞 | ミュージカル助演男優賞 | アイアン・マッキントッシュ | ノミネート |
| 2015 | ローレンス・オリヴィエ賞 | ミュージカル助演女優賞 | ローナ・ウォント           | 受賞       |
| 2015 | ローレンス・オリヴィエ賞 | 振付賞                 | ジョシュ・プリンス         | ノミネート |
| 2015 | ローレンス・オリヴィエ賞 | 衣裳デザイン賞         | Alejo Vietti               | ノミネート |
| 2015 | ローレンス・オリヴィエ賞 | 音響デザイン賞         | ブライアン・ロナン         | ノミネート |
| 2015 | ローレンス・オリヴィエ賞 | 音楽功労賞             | オーケストラ               | ノミネート |

## 映画化
2015年3月22日、ソニー・ピクチャーズはトム・ハンクスとゲイリー・ゴーツマンのプロダクション・カンパニーであるプレイトーンによりマクグラスの脚本、ポール・ブレイクのステージ・プロデュースでの映画化を発表した。